# Geografia (Estrabão)
Geografia (em grego, Γεωγραφικά, transl. Gheograficá; em latim Geographia) é uma obra do historiador, geógrafo e filósofo grego Estrabão. Foi escrita originalmente em 10 volumes (livros), e pode ser vista como uma enciclopédia do conhecimento geográfico do início da Era Cristã. Com excepção do Livro VII, a obra chegou completa até nossos dias.
A obra cobre todo o mundo conhecido pelos gregos e pelos romanos da altura. Apresenta uma constante defesa do poeta Homero como fonte geográfica, não levando em conta escritores mais recentes, como Heródoto, que normalmente testemunhavam o que reportavam; uma preocupação normalmente argumentativa e crítica em relação a estes outros escritores; e com uma atitude a priori em relação aos factos, tipicamente grega, fazendo-a derivar do puro exercício da razão. No entanto, esta argumentação, que por vezes é criticada, oferecem aos académicos modernos uma informação histórica valiosa nos métodos de geografia antiga e no conhecimento de geógrafos mais antigos que de outra forma não teríamos conhecimento.
Cerca de trinta manuscritos da Geografia ou de suas partes sobreviveram, quase todas cópias medievais de outras cópias, mas há fragmentos de rolos de papiro que foram provavelmente copiados à volta dos anos 100 a 300 d.C. Os académicos têm buscado por mais de um século e meio produzir uma versão o mais próxima possível ao que Estrabão escreveu. Uma destas tentativas tem vindo a ser publicada desde 2002, aparecendo a um rácio de um volume por ano.
A Geografia está dividida da seguinte forma:
- Os livros I e II constituem uma longa introdução à obra
- Os livros III ao X descrevem a Europa, particularmente a Grécia (livros VIII-X). 
  - O Livro III é dedicado à Ibéria.[4]
- Os livros XI ao XVII descrevem a Ásia Menor
- O livro XVII descreve a África (Egipto e Líbia)

### Texto original ou traduzido
- Loeb Classical Library edition, 1924 (public domain), site penelope.uchicago.edu (em inglês)